# アルフレート・ミュラー＝アルマック
アルフレート・ミュラー＝アルマック （独: Alfred Müller-Armack、1901年6月28日 - 1978年3月16日）は、ドイツの経済学者で、文化社会学者で、社会的市場経済の概念を構想し、創設した。

## 経歴
1901年、エッセン生まれ。
1940年、ミュンヘンのヴェストファーレン・ヴィルヘルム大学で正規教授および管理ディレクターとなり、そこでナチス体制とドイツ国防軍に対するアドバイス業務を請け負った。

## 受賞・栄典
- 1972年：ミュンスターヴェストファーレン・ヴィルヘルム大学のエルンスト・ヘルムート・ヴィッツ賞（ドイツ語版）を受賞。(1971年出版の自伝『ヨーロッパへの道』による)。
- 1976年：アレクサンダー・リュストー記念メダル（ドイツ語版）を受賞。

## 主張・業績
1920年代、ミュラー＝アルマックは、自分の名前に母親の旧姓を加えて、1929年からは「ミュラー＝アルマック」という名前で自著を出版した。
1933年5月始め、彼はナチスに入党した。ナチス体制は「強い国家」として、ヴァイマル共和政よりも優れていて安定的な経済政策を実行できるだろうと期待していたからである。1945年まで、消極的ではあったが党員でありつづけ、あるパンフレットのなかでは、当時可能になった経済政策への期待を力説していた。
1933年、彼は国家社会主義に理念的に近い立場にたった『新しい帝国における国家理念と経済秩序』を出版した。1940年、彼はミュンヘンのヴェストファーレン・ヴィルヘルム大学で正規教授および管理ディレクターとなり、そこでナチス体制とドイツ国防軍に対するアドバイス業務を請け負った。
ドイツ帝国の「究極勝利」を無条件では信じない人たちが集まった内輪の経済懇談会で、彼はルートヴィヒ・エアハルトとも出会いつつ、戦後の経済秩序構想を練った。1943年からブレーデンに疎開して活動した。1948年、『神なき世紀』という研究で、彼はナチズムの宗教社会学的な説明も試み、ナチスを無宗教時代の「代理宗教（Ersatzreligion）」であるとみなした。
第二次世界大戦後、彼はCDUに入党し、1946年に著書『経済統制と市場経済』（出版は1947年）で「社会的市場経済」の理念と概念を記述し、それは「社会的公正と補完しあう関係に立った市場経済」とした。1950年、彼は経済国家学の正規教授としてケルン大学に移り、フランツ・グライス（Franz Greiß）とともに、独立した経済学研究所としてケルン大学経済政策研究所を設立した。1952年からは経済省で原則部の部長であったルートヴィヒ・エアハルトのもとで活動した。社会的市場経済を理論的・実践的にさらに発展させる際、彼はルートヴィヒ・エアハルトとオルド自由主義者の思想世界をも拡張させた。1958年から1963年まで欧州問題担当閣外大臣を務めた。ミュラー＝アルマックが影響を受けたのは、社会主義的な新自由主義だけでなく、オルド自由主義のフライブルク学派、キリスト教社会論の影響も受けている。
エアハルトとは異なり、彼は1978年に死ぬまで、社会的市場経済は、実際の経済秩序に調和していると信じて疑わなかった。
社会的市場経済の様式原理は、永続的な変容によって達成可能になる。[...]私が考えているのは、貯蓄援助、資産再分配政策の拡充、動的な年金規約、経営体規則法とそれに関する全てのものだ—Alfred Müller-Armack、Die Grundformel der Sozialen Marktwirtschaft, in: Ludwig-Erhard-Stiftung (Hrsg.): Symposion I: Soziale Marktwirtschaft als nationale und internationale Ordnung, Bonn 1978, S. 13

## 出版
- Entwicklungsgesetze des Kapitalismus. Ökonomische, geschichtstheoretische und soziologische Studien zur modernen Wirtschaftsverfassung. Junker & Dünnhaupt, Berlin 1932
- Staatsidee und Wirtschaftsordnung im Neuen Reich. Junker & Dünnhaupt, Berlin 1933
- Genealogie der Wirtschaftsstile. Die geistesgeschichtlichen Ursprünge der Staats- und Wirtschaftsformen bis zum Ausgang des 18. Jahrhunderts. Kohlhammer, Stuttgart 1941
- Zur Diagnose unserer wirtschaftlichen Lage. Küster, Bielefeld 1947
- Wirtschaftslenkung und Marktwirtschaft. Verlag für Wirtschaft und Sozialpolitik, Hamburg 1947; Kastell, München 1990, ISBN 3-924592-28-4 (auch in Wirtschaftsordnung und Wirtschaftspolitik enthalten)
  - Soziale Marktwirtschaft: Ökonomie als Instrument, nicht als Selbstzweck, Rezension von Thomas Strobl, Frankfurter Allgemeine Zeitung, 11. April 2009
- Das Jahrhundert ohne Gott. Zur Kultursoziologie unserer Zeit. Regensberg, Münster 1948; Schmitt, Siegburg 2004, ISBN 3-87710-324-3
- Diagnose unserer Gegenwart. Zur Bestimmung unseres geistesgeschichtlichen Standorts. Bertelsmann, Gütersloh 1949; 2. erweiterte Auflage: Haupt, Bern/Stuttgart 1981, ISBN 3-258-03023-5
- Religion und Wirtschaft. Geistesgeschichtliche Hintergründe unserer europäischen Lebensform. Kohlhammer, Stuttgart 1959; Haupt, Bern/Stuttgart 1981, ISBN 3-258-03024-3
- Studien zur sozialen Marktwirtschaft. Institut für Wirtschaftspolitik an der Universität Köln, 1960
- Wirtschaftsordnung und Wirtschaftspolitik. Studien und Konzepte zur sozialen Marktwirtschaft und zur europäischen Integration. Rombach, Freiburg 1966; Haupt, Bern/Stuttgart 1976, ISBN 3-258-02515-0
- Wirtschafts- und Finanzpolitik im Zeichen der sozialen Marktwirtschaft. Festgabe für Franz Etzel. Seewald, Stuttgart 1967
- Auf dem Weg nach Europa. Erinnerungen und Ausblicke. Wunderlich, Tübingen 1971, ISBN 3-8052-0202-4
- Genealogie der Sozialen Marktwirtschaft. Frühschriften und weiterführende Konzepte. Haupt, Bern/Stuttgart 1974, ISBN 3-258-01198-2; 2. erweiterte Auflage ebd. 1981, ISBN 3-258-03025-1 (versammelt Frühschriften 1945–1948 – außer Wirtschaftslenkung und Marktwirtschaft – sowie Beiträge zu den geistigen Grundlagen und zur Fortentwicklung der Sozialen Marktwirtschaft von 1953 bis 1973)
- Die zentrale Frage der Forschung. Die Einheit von Geistes- und Naturwissenschaften. In: ORDO. Bd. 28, 1975, S. 13-23.
- Die Grundformel der Sozialen Marktwirtschaft. In: Ludwig-Erhard-Stiftung (Hrsg.): Symposion I: Soziale Marktwirtschaft als nationale und internationale Ordnung. Verlag Bonn Aktuell, Bonn 1978, S. 9-18.